# Cratere Liu Hui
Liu Hui è un cratere lunare di 1,5 km situato nella parte nord-occidentale della faccia visibile della Luna.